# Mariano Álvarez de Castro

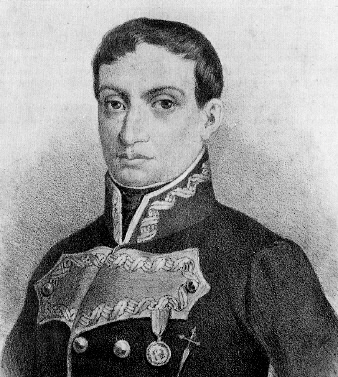
Mariano Alvarez de Castro

Mariano Jose Manuel Álvarez Bermúdez de Castro y López (* 8. September 1749 in Granada; † 22. Januar 1810 in Figueres) war ein spanischer General, der während des Krieges gegen die Franzosen besonders durch die Verteidigung von Gerona bekannt wurde.

## Leben

### Frühe Karriere
Álvarez de Castro wurde 1749 in Granada geboren und trat am 14. Dezember 1768 im Alter von 19 Jahren als Kadett bei der königlichen Garde in den Heeresdienst ein. Von 1772 bis 1775 studierte er Mathematik an der Akademie von Barcelona. Er wurde schnell befördert und nahm in den Kriegsjahren 1779 bis 1783 u. a. an der Belagerung von Gibraltar teil. 1793 wurde er zum Oberst ernannt. Von 1790 bis 1793 fungierte er als Lehrer der Kadettenschule an der Akademie von Madrid. Während des Krieges gegen Frankreich (Guerra del Rosellón) in den Pyrenäen (1793–1795) nahm er an mehreren Kämpfen teil: Castillo de Baños, Blockade von Mas Deu, Angriff auf Perpignan und Rivesaltes, Gefechte bei Trouillas und St. Colombe de La Commanderie. Er verbrachte bei diesen Kämpfen angeblich 75 Tage unter französischen Artilleriefeuer in seiner Stellung und wurde bei Pla de Rey und Banyuls-dels-Aspres verwundet.
Im Jahre 1795 stieg er zum Brigadegeneral auf und schulte die berittene Artillerie des königlichen Gardekorps in Aranjuez. 1801 beteiligte er sich am Krieg an der Grenze zu Portugal und wurde Gouverneur von Alegrete. 1807 war er mit seinem Regiment in Madrid stationiert und erhielt nach der französischen Intervention das Kommando über den Festungshügel von Montjuich in Barcelona übertragen.

### Verteidigung Geronas
Am 29. Februar 1808 weigerte er sich, die Festung Montjuich an die in Barcelona einmarschierenden französischen Truppen zu übergeben. Er verließ Barcelona und schloss sich den spanischen Aufständischen in Katalonien an. Am 14. Oktober 1808 trat er an der Spitze der katalanischen Armee, die sich in Ampurdan versammelte. Am 24. November griff er die französischen Truppen an der Fluvia an, am 2. Februar 1809 wurde sein Korps bei Castellón de Ampurias geschlagen. Anschließend wurde er zum Festungsgouverneur der Stadt Gerona ernannt und leitete 1809 die Verteidigung beim dritten Belagerungsversuch durch die französische Armee unter Gouvion St. Cyr. Álvarez hatte sein Hauptquartier mitten im Gerichtsgebäude dicht vor dem Dom eingerichtet. Am 8. Juni errichteten die Franzosen unter General Verdier die Laufgräben und begannen die förmliche Belagerung von Gerona. Die Verteidiger zählten 5.723 Mann, die spanische Armee unter General Blake kümmerte sich aber regelmäßig um eine zusätzliche Versorgung. Alvarez schwor die Besatzung ein, Gerona bis zum letzten Atemzug zu verteidigen. Am 8. Juli früh griffen fast 4.000 Deutsche und Franzosen nach starkem Beschuss die Festung von Montjuich an, welche den Zugang der Stadt vom Norden her kontrollierte. Nach einmonatigem Ringen und einsetzendem Minenkampf musste Alvarez die Trümmer des Forts am Abend des 11. August den Franzosen überlassen. Am 1. September 1809 gelang es General Blake durch eine vorgetäuschte Angriffsoperation, einen von etwa 4500 Mann gesicherten Konvoi in die Stadt zu bringen und die Garnison mit Lebensmittel und Kriegsbedarf zu verstärken. Die Besatzung zählte in dieser Zeit 9.371 Mann und verfügte über 168 Kanonen. Am 4. September zog sich dieser Konvoi unter General Garcia Conde aus der belagerten Stadt wieder zurück, beließ aber 2.800 Mann zum Ausgleich für die bisherigen Verluste zurück.
Nach einem letzten Generalsturm der Franzosen, den jetzt Marschall Augereau kommandierte, führte Alvarez am 7. Dezember einen letzten Ausbruchsversuch.
Nach dem Scheitern desselbigen, erkrankte Alvarez am 9. Dezember an ein Fieber und übergab die Führung an General Bolivar. Nach Einleitung der Übergabeverhandlungen kapitulierte Gerona am 11. Dezember 1809. Am 21. Dezember wurde Alvarez als Kriegsgefangener auf die Burg von Figueres abgeführt. In Perpignan sollte ihn der Prozess wegen Verrates an König Joseph gemacht werden. Am 8. Januar 1810 kehrte er auf den Weg über Narbonne nach Figueres zurück. Dort am 10. Januar eingesperrt, erwartete er den Prozess, verstarb aber bereits wenige Tage danach an der körperlichen Schwächung, welche die Belagerung ihm abgefordert hatte.